# Адаевское восстание (1929—1932)
Ада́евское восста́ние (каз. Адай көтерілісі), также — Мангышла́кское восстание (1929—1932) — антисоветское восстание казахских шаруа рода Адай на Мангышлакском полуострове. 
Всеобщее обнищание казахских аулов, непосильные налоги, массовые перегибы в проведении коллективизации, «ликвидация баев и полуфеодалов», попрание религиозных чувств народа, массовый падёж скота 1929 года и последовавший за ним голод стали причинами начала Адаевского восстания. 
Появившиеся в 1929 году отдельные очаги сопротивления вылились в 1930 году во всеобщее восстание, которое постепенно приобретало организованный характер. Ополчения повстанцев во главе с Бокымашем Шоланулы (в апреле 1931 года был избран ханом), Мырзагали (Мырзалы) Тынымбаевым (в июне 1931 года погиб в бою), Ергали Куттегеновым, Мамай Салпыкулы, Жумабай Усеновым и другими вели ожесточённые бои с правительственными войсками. В мае — июле 1931 года повстанцы 4 раза атаковали город Форт-Александровск (ныне Форт-Шевченко). Вооружённая борьба продолжалась до середины 1932 года. 
После подавления Адаевского восстания многие его участники скрылись в Туркмении, Каракалпакстане, Таджикистане, Иране и Афганистане. Органы ОГПУ подвергли суду более 800 человек, участвовавших в восстании.